# Jennifer Teege
Jennifer Teege, née le 29 juin 1970 à Munich, est une autrice allemande. En 2013, elle publie Amon : Mon grand-père m'aurait tuée après avoir découvert être la petite-fille de l'ancien commandant du camp de concentration de Płaszów, Amon Göth, pendu en 1946 pour crimes contre l'humanité.

## Biographie
Sa mère est Monika Hertwig (de), la fille d'Amon Göth et de Ruth Irene Kalder (de), une esthéticienne. Née d'une liaison de sa mère avec un étudiant nigérian, elle est placée à Salberg House, un orphelinat catholique à l'âge de 4 semaines. À l'âge de 3 ans, elle est mise dans une famille d'accueil avant d'être adoptée à 7 ans. Seule enfant de couleur dans son quartier, elle est victime d'insultes,.
Intéressée par la Shoah pendant ses études, elle passe cinq ans à étudier en Israël dans les années 1990 et entre en contact avec des survivants dans le cadre de son travail avec l'Institut Goethe. Jennifer Teege étudie également l'hébreu et obtient son baccalauréat universitaire du département d'Études du Moyen-Orient et d'Afrique de l'Université de Tel Aviv.
En 2008, alors qu'elle regarde les rayonnages d'une bibliothèque municipale de Hambourg, où elle vit, elle tombe sur un exemplaire de Ich muß doch meinen Vater lieben, oder?, un ouvrage écrit par Matthias Kessler avec sa mère biologique à propos de son père, Amon Göth. Enfant, elle avait continué de voir sa mère et sa grand-mère biologique qui ne lui ont jamais parlé de Göth.
En 2013, elle publie Mein Grossvater hätte Mich erschossen où elle raconte sa découverte mais aussi ses difficultés à vivre avec ce secret de famille dévoilé qui lui engendre un trouble de stress post-traumatique et la plonge dans la dépression. Pour écrire son ouvrage, elle part en Pologne sur les traces de Göth et relit des essais sur la période. Son ouvrage, écrit en allemand, est traduit en anglais, en français, en portugais, en espagnol, en polonais et en hébreu. Après la sortie, elle donne de nombreuses conférences autour du monde pour parler de son histoire comme au San Antonio Holocaust Memorial Museum ou lors de la Holocaust Educational Week 2016 à Toronto.